# Рибейро Гимарайнс, Эрнани
Эрна́ни Рибейро Гимара́йнс (порт.-браз. Ernâni Ribeiro Guimarães; 24 октября 1928, Рио-де-Жанейро — 14 января 1985, Рио-де-Жанейро) — бразильский футболист, вратарь. 

## Карьера
Эрнани начал карьеру в молодёжном составе клуба «Сан-Бенто». Оттуда он перешёл в молодёжный состав «Васко да Гамы». С 1947 года футболист стал играть за основной состав клуба. С 1950 года Эрнани стал регулярно выходить на поле в матчах клуба. С «Васко» голкипер выиграл два чемпионата штата Рио-де-Жанейро. Эрнани играл за клуб до начала 1956 года, проведя 122 матча. После этого футболист перешёл в «Оларию». 11 июня 1957 года, будучи игроком этой команды, он дебютировал в сборной Бразилии в товарищеской игре с Португалией (2:1). Эрнани был кандидатом на поезду на чемпионат мира в Швецию, но был «отцеплен» из состава перед самой поездкой на турнир.
В середине 1957 года Эрнани перешёл в клуб «Бангу». 2 июля он дебютировал в составе команды в товарищеском матче с «Фламенго» из Варжиньи (1:0). 14 июля он сыграл в матче турнира Начала чемпионата Рио-де-Жанейро с «Ботафого» (0:0). 6 марта 1958 года футболист провёл последний матч за «Бангу» против «Сантьяго Уондерерс». Всего за клуб он сыграл в 38 матчах, из которых 20 были в чемпионате штата. В 1958 году Эрнани стал игроком «Ботафого». 13 июля он дебютировал в составе команды в матче с «Флуминенсе» (2:1). В следующем сезоне он соревновался за место в стартовом составе с Адалберто. При этом голкипер периодически выступал и за второй состав команды. Эрнани играл за «Ботафого» до 1963 года, будучи дублёром Манги, и выиграл два чемпионата штата и три турнира Начала чемпионата Рио-де-Жанейро. А в 1962 году футболист отпраздновал победу в турнире Рио-Сан-Паулу. Завершил карьеру голкипер в том же году в «Оларии».

## Международная статистика
| Матчи Эрнани за сборную Бразилии | Матчи Эрнани за сборную Бразилии | Матчи Эрнани за сборную Бразилии | Матчи Эрнани за сборную Бразилии | Матчи Эрнани за сборную Бразилии | Матчи Эрнани за сборную Бразилии | Матчи Эрнани за сборную Бразилии |
| -------------------------------- | -------------------------------- | -------------------------------- | -------------------------------- | -------------------------------- | -------------------------------- | -------------------------------- |
| №                                | Дата                             | Место проведения                 | Оппонент                         | Счёт                             | Голы                             | Турнир                           |
| 1                                | 11 июня 1957                     | Рио-де-Жанейро                   | Португалия                       | 2:1                              | −1                               | Товарищеский матч                |

## Достижения
- Чемпион штата Рио-де-Жанейро: 1950, 1952, 1961, 1962
- Победитель турнира Начала чемпионата Рио-де-Жанейро: 1961, 1962, 1963
- Победитель турнира Рио-Сан-Паулу: 1962